# Construction en acier

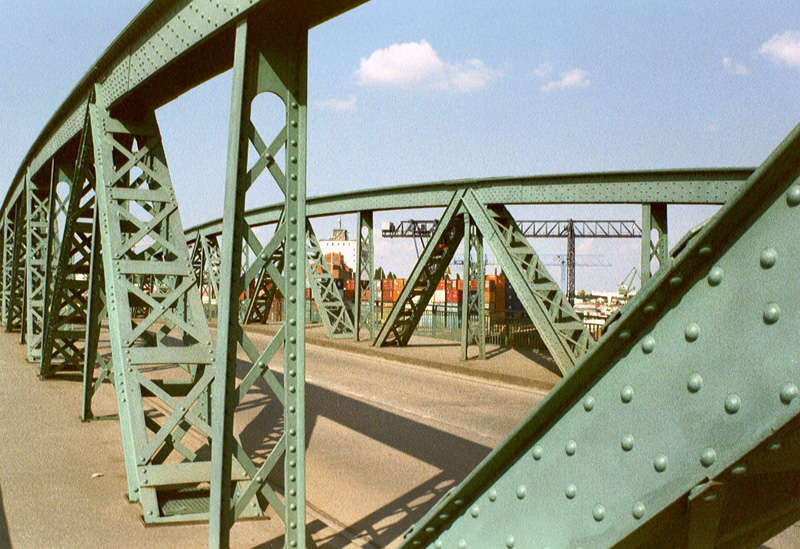
Ferme rivetée d'un pont

La construction en acier est la partie du génie civil dans laquelle l'acier est le matériau principal des ouvrages porteurs.

## Aperçu
Dans la construction métallique, les profils en acier laminé, les tôles et les tubes en acier de construction sont reliés les uns aux autres pour former une structure porteuse par vissage, soudage ou rivetage. Un autre élément structurel (de) central de la construction en acier est le gousset d'assemblage, qui relie les différentes barres de la structure les unes aux autres. En plus de la construction en acier pur, il existe également la construction composite en acier (de), qui combine des éléments en acier avec du béton, une construction à ossature en acier et une construction de bâtiments en acier. La conception des structures en acier est généralement réalisée selon l'Eurocode 3 : Calcul des structures en acier 
La construction en acier combine l'avantage de délais de planification et de construction relativement courts avec une conception flexible de la structure porteuse. Cette flexibilité résulte, par exemple, de l'utilisation de composants relativement légers et minces, très résistants et d'un niveau de préfabrication élevé et précis et donc de temps de montage raccourcis. Les composants en acier exposés aux intempéries doivent être protégés de la corrosion par des revêtements de surface ou par galvanisation. Si nécessaire, la protection incendie peut être garantie par des bardages coupe-feu ou des revêtements coupe-feu. Au XXIe siècle, l’importance de planifier,  de construire et d’exploiter des bâtiments de manière durable est devenue de plus en plus importante. Les acteurs du secteur de la construction et de l’immobilier développent une vision globale de leurs projets. Presque aucun autre matériau de construction n'est aussi adapté à la construction durable que l'acier : grâce à sa haute résistance, il peut facilement supporter des immeubles de grande hauteur entiers,  même avec un faible poids de construction, et des structures délicates. Si ceux-ci sont ensuite démontés,  l'acier utilisé peut être séparé de la masse de démolition à l'aide d'aimants. 11 % des aciers de construction collectés sont réutilisés directement dans de nouveaux bâtiments, le reste peut être reconverti en acier de haute qualité comme matière première secondaire (de)  (ferraille). Le nouvel acier peut même être plus résistant que le matériau d’origine. Le facteur de coût légèrement plus élevé de l'acier de construction est souvent relativisé par des phases de construction rapides, la flexibilité de la structure porteuse grâce aux grandes portées et la réutilisation ou la recyclabilité des constructions en acier par rapport aux constructions apparemment moins chères telles que celles en béton armé. En principe, les aciers semblent utiles partout où des exigences de résistance élevées sont imposées à la construction, par exemple en cas de grandes portées de structures de toit dans une construction à ossature d'acier ou, par exemple, lorsque des raisons de conception esthétiques et formelles nécessitent des constructions minces.
La construction métallique est divisée en :
- Tours en treillis d'acier
- Construction de ponts,  y compris les ponts composites,
- Construction hydraulique en acier (de)
- Construction de grues

## Classification transversale selon l'Eurocode 3
Dans la construction en acier, il existe quatre classes de section transversale, qui peuvent être calculées différemment, avec la classe 1 est si compact que non seulement la théorie de la plasticité (de) peut être appliquée, mais il existe également une capacité de rotation suffisamment grande pour que la théorie de la charnière plastique (de) puisse être utilisée, ce qui permet un calcul économique. Les classes transversales 3 et 4 autorisent souvent des dimensions économiques car plus fines et permettent donc généralement des bras de levier plus efficaces avec une section plus petite (consommation de matière moindre).
- Classe 1 : plastique au niveau transversal et au niveau du système
- Classe 2 : Plastique au niveau transversal mais pas au niveau du système
- Classe 3 : Élastique
- Classe 4 : Élastique avec rupture des parties transversales due au flambage local.

## Protection contre la corrosion

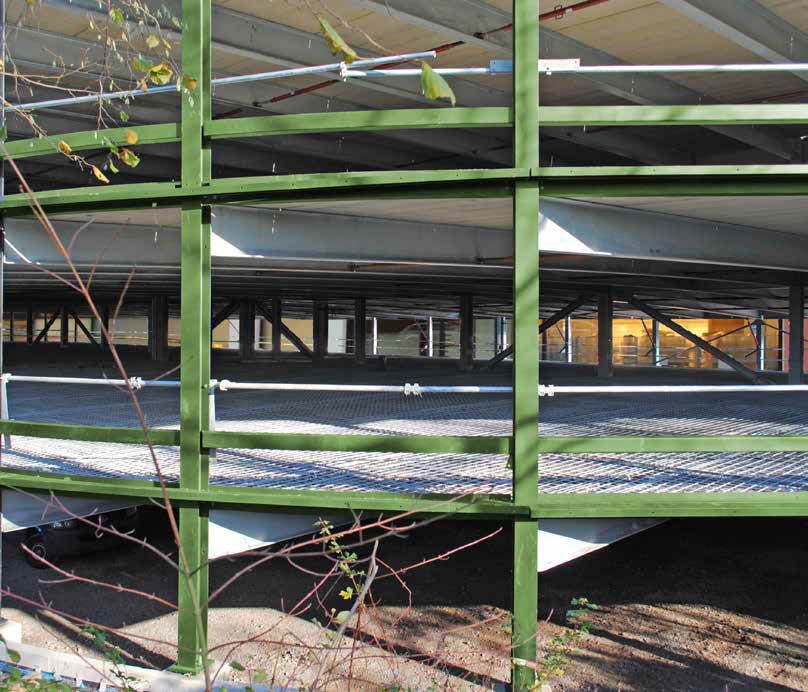
Parking en construction avec structure en acier galvanisé à chaud ou à revêtement duplex (galvanisé à chaud + revêtement).

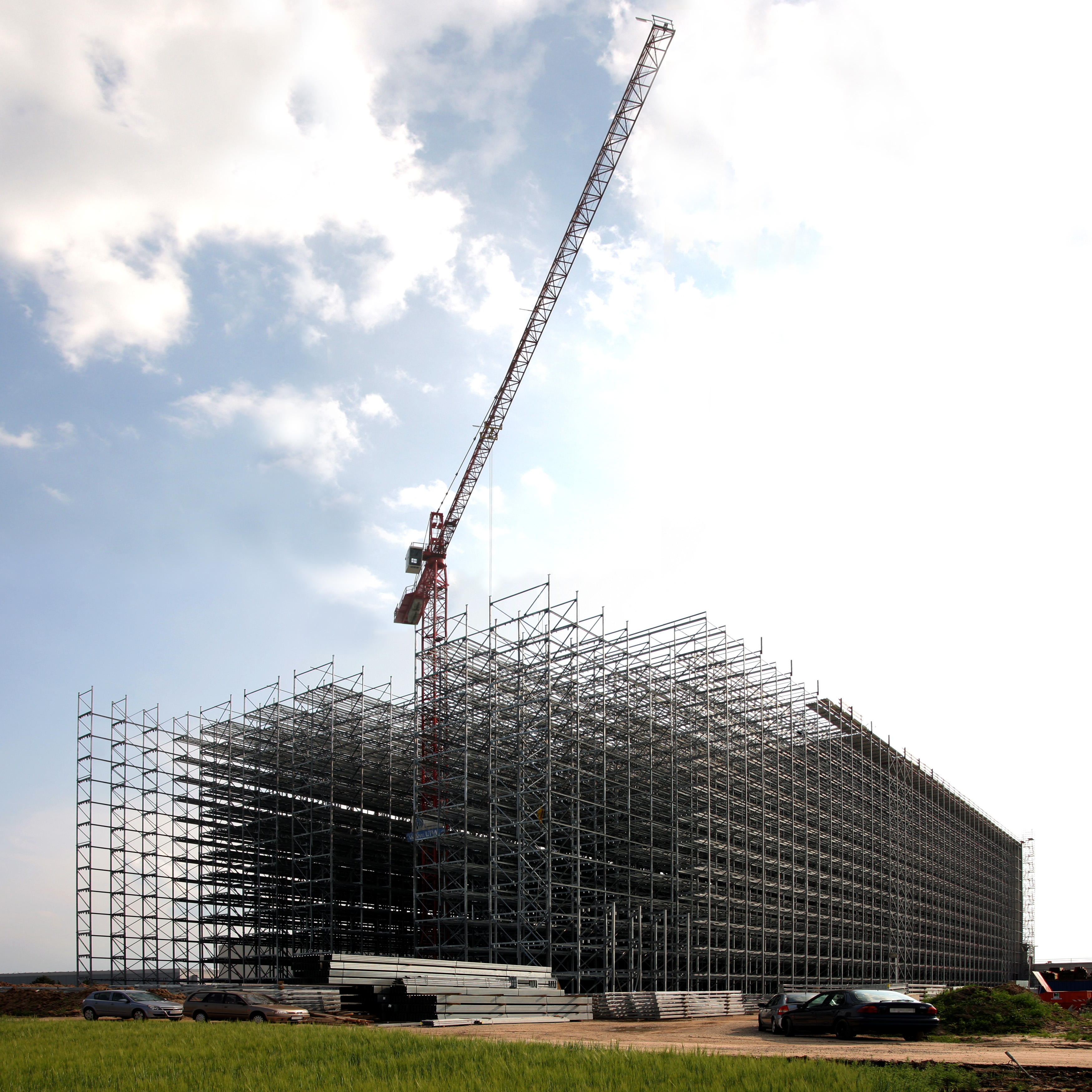
Entrepôt à grande hauteur avec éléments en acier galvanisé à chaud.

En règle générale, les structures en acier doivent être protégées de la corrosion. Cela se fait généralement en recouvrant la structure porteuse d'une peinture anticorrosion ou par galvanisation à chaud. La protection contre la corrosion est réglementée dans les normes des séries EN ISO 12944,  EN ISO 14713 et EN ISO 1461. L'acier ayant une grande affinité pour l'oxygène,  une oxydation se produit, c'est-à-dire une transition d'un état métallique à haute énergie à un état d'oxyde à faible énergie. Avec d’autres métaux comme l’aluminium et le zinc, la formation d’une couche d’oxyde très dense protège le métal d’une oxydation ultérieure. Lors de la corrosion atmosphérique de l'acier, de la rouille ou de l'oxyhydroxyde de fer(III) se forme en présence d'oxygène et d'eau (à une humidité supérieure à 65 pour cent), de formule FeO(OH), qui est en outre accéléré dans les atmosphères agressives (sels, notamment chlorures ou acides). À 25,37 cm³/mol, la rouille (FeO(OH)) a 3,6 fois le volume molaire du fer (7,1 cm³/mol). Par conséquent, le volume de fer augmente d'au moins ce facteur en raison de la corrosion (voir rapport de Pilling et Bedworth (de)). L’augmentation de volume peut être nettement plus importante en raison de la porosité et de la rétention d’eau. Cette augmentation de volume provoque l'écaillage des matériaux de revêtement autour des défauts du revêtement.
En matière de protection contre la corrosion,  on distingue deux systèmes :
1. par revêtement
2. par revêtements métalliques

Les revêtements se composent d'un revêtement de production, d'un revêtement de base (auparavant principalement du chromate de zinc (de) ou du minium,  aujourd'hui principalement des revêtements de résine synthétique pigmentés (poussière de zinc, phosphate de zinc) et d'un revêtement de finition (application d'au moins deux couches, comme protection contre humidité et rayons UV), constitué de pigments, de liants et de charges. Les revêtements métalliques sont constitués d'une couche protectrice métallique, dans le cas de l'acier de construction, généralement sous forme de galvanisation à chaud dans des bains d'immersion. En raison du processus, les pièces en acier à galvaniser doivent être conçues pour la galvanisation à chaud avant d'être immergées dans la fonte de zinc, qui est chaude à environ 450 °C. Une protection supplémentaire contre la corrosion pour les composants en acier est constituée par les systèmes dits duplex, qui combinent une galvanisation à chaud ou une shérardisation avec un revêtement ultérieur. Les systèmes duplex sont utilisés lorsque l'acier doit être protégé de la corrosion pendant une période extrêmement longue.
Dans le cas des câbles, la protection interne est assurée en remplissant les vides lors du toronnage avec de la pâte d'huile de lin et de plomb, tandis que la protection externe est assurée par des plastiques élastomères à couches épaisses qui n'entravent pas les mouvements relatifs et les courbures des fils individuels.
De plus, la forme et la disposition des composants en acier doivent être protégées d'une éventuelle corrosion : prévention des poches d'eau et des dépôts de saletés, libre accès aux pièces en acier ou encore étanchéité à l'air et à la vapeur d'eau.

## Protection contre le feu
Les structures en acier nécessitent souvent une protection incendie particulière, car les sections transversales à parois minces des poutres et leur bonne conductivité thermique les font chauffer rapidement en cas d'incendie, réduisant ainsi leur résistance. En fonction de la charge thermique charge incendie (de) et de l'utilisation prévue de la structure, la défaillance de la structure peut être évitée en surdimensionnant les composants pour correspondre à la période de résistance au feu requise ou en utilisant des caissons spéciaux. Les propriétés mécaniques de l'acier dépendent de la température, de sorte que,  par exemple, la limite d'élasticité à 600 °C chute de moitié par rapport à sa valeur à 20 °C. Le module d'élasticité diminue également à mesure que la température de l'acier augmente. Pour la protection contre l'incendie, il faut respecter une période de résistance au feu exigée par la loi pour le bâtiment concerné, qui est définie pour les bâtiments communs dans les règlements de construction locaux (des Länder en Allemagne). Cette durée de résistance au feu requise est divisée en catégories selon la structure et l'utilisation,  selon la norme allemande (DIN 4102 - Comportement au feu des matériaux et des éléments de construction) en F30,  F60,  F90,  F120 ou F180. Les chiffres indiquent la valeur minimale que la structure doit résister au feu, exprimée en minutes. Le « feu standard » (Normbrand) à prendre en compte pour le surdimensionnement du composant ou pour déterminer les mesures d'isolation contre l'incendie est la courbe température-temps normalisée (de) (Einheitstemperatur-Zeitkurve ou ETK en abrégé). Il décrit une courbe température-temps selon laquelle la température du gaz est chauffée lors d'un test de composant. Selon les spécifications ETK, la température du gaz entourant le composant « protégé » augmente fortement jusqu'à plus de 600 °C au cours des premières minutes, puis continue d'augmenter lentement mais régulièrement jusqu'à ce que le composant défaille. Le temps jusqu'à la rupture de la structure est arrondi à la durée de résistance au feu de la norme. De cette manière, toutes les mesures supplémentaires destinées à protéger un composant en acier démontrent leur profil de performance.
La méthodologie du surdimensionnement (selon la norme européenne EN 1993-1-2), en revanche, est basée sur une détermination mathématique. Le point de départ est la détermination mathématique de la température de l'acier lors d'un incendie ETK avec la durée (résistance au feu) requise. En déterminant la température de l’acier, les propriétés mécaniques nécessaires à la conception peuvent être déterminées. La conception proprement dite se déroule de la même manière que la conception « à froid », avec des propriétés mécaniques affectées par la chaleur adaptées au feu. Cette méthode de conception a été calibrée sur la base de tests.
Les mesures de protection contre l'incendie fixées ultérieurement sur le composant en acier ont un effet isolant, de protection ou de dissipation de la chaleur.
- Mesures isolantes de protection contre l'incendie : revêtement et revêtement de profilés en acier constitués d'enduits projetés liés au ciment avec de la vermiculite ou des fibres minérales, généralement avec la base d'enduit nécessaire,  suivant la forme du profilé. Les systèmes de support composites (construction à partir d'une construction composite (de)) répondent généralement aux exigences sans mesures supplémentaires. En outre,  revêtement en forme de caisson (plaques de plâtre, épaisseurs et fixations selon accord du fabricant)[ ⇒ F90 possible] des profilés en acier avec application supplémentaire nécessaire de protection contre la corrosion. Les formateurs de couches isolantes sous forme de revêtements (application par pulvérisation/brosse/rouleau) sont disponibles avec des épaisseurs de couche économiquement intéressantes (environ 300 jusqu'à 1 400 µm correspond à environ 2 à 4 opérations) jusqu’à F60 peuvent être mises en œuvre. Avec des épaisseurs de couche allant jusqu'à plus de 3 mm (>5 opérations), les formateurs de couches isolantes peuvent désormais également être utilisés pour une classe de résistance au feu F90 (voir agrément Z-19.11-1794 du DIBt - lien web). La détermination de l'épaisseur de couche nécessaire dépend du rapport entre la circonférence de la section flammée et la surface de la section (valeur U/A),  du type de profil (ouvert ou fermé) et du type de composant. Étant donné que les revêtements intumescents forment une surface semblable à la peau d'orange en raison des grandes épaisseurs de couche, si une qualité de surface élevée est requise,  un post-traitement complexe supplémentaire (ponçage, remplissage) doit être effectué. En utilisant des systèmes modernes à base d'eau, la peau d'orange peut être largement évitée (voir approbation Z-19.11-1461).
- Mesures de protection contre l'incendie : systèmes généralement existants, entourant la pièce, tels que les plafonds suspendus.
- Mesures de protection contre l'incendie par dissipation de la chaleur : remplissage des cavités des profilés en acier (supports) avec de l'eau à circulation thermique libre, indépendante d'une pompe. Particulièrement adapté aux constructions de grande hauteur.

Chaque mesure de protection incendie a ses avantages et ses inconvénients. C’est pourquoi les facteurs esthétiques,  économiques, techniques et de sécurité doivent être soigneusement pesés lors de la planification.

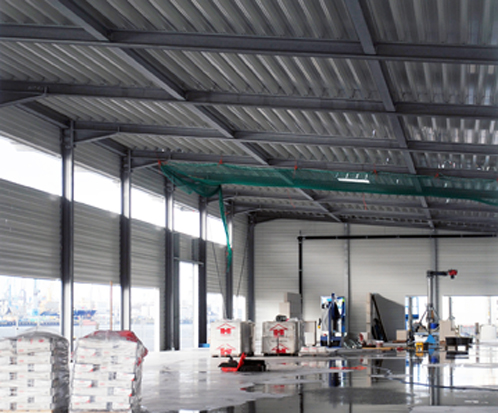
Le Cruise Center Baakenhöft dans la HafenCity de Hambourg est probablement le premier bâtiment en Allemagne où la protection incendie R30 a été obtenue grâce à la galvanisation à chaud.

Récemment, la protection contre la corrosion par galvanisation à chaud a également été utilisée à des fins de protection contre l'incendie. Un projet de recherche de l'Université technique de Munich achevé en 2019 a démontré que la galvanisation à chaud améliore la résistance au feu de l'acier. Cela signifie qu'une période de protection contre l'incendie de 30 minutes est souvent possible avec des structures en acier galvanisées à chaud non protégées.

## Bâtiments célèbres en acier

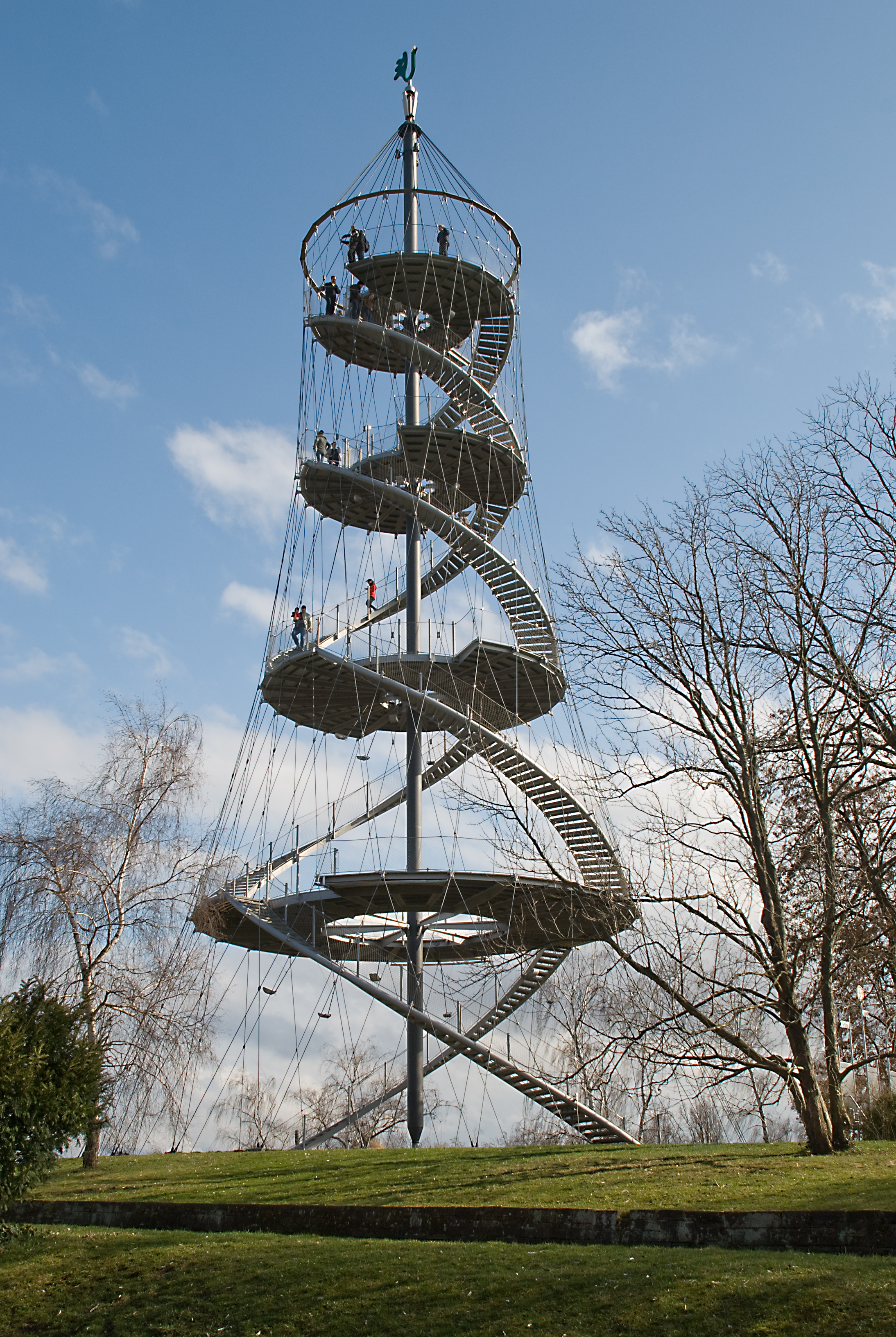
à Stuttgart en acier galvanisé à chaud

- Tour radio de Berlin et coupole du Reichstag à Berlin
- Viaduc de Müngsten
- Pont Hohenzollern à Cologne
- Pont haut de Rendsbourg (de)
- Viaduc de Millau en France avec une poutre de pont en acier
- Viaduc de Geultal en Belgique
- Pont du Forth en Écosse
- Pont ferroviaire du Tay en Écosse
- Pont du Golden Gate aux États-Unis
- Hall des quais de la gare centrale de Francfort
- Tour Killesberg à Stuttgart
- Eden Project en Angleterre
- Gare centrale de Berlin – Gare Lehrter
- Parking couvert sur le BAB A8 de la Neuen Messe Stuttgart
- Pont du port de Sydney
- Gare de Neumayer III
- Porsche Museum de Stuttgart
- Pont Hochmosel

### Bâtiments célèbres en fer forgé
Depuis le début du XXe siècle, tout fer forgé est appelé acier, après que le fer forgé, qui était courant au XIXe siècle, ait cessé d'être fabriqué. C'est pourquoi les bâtiments plus anciens en fer forgé sont souvent appelés bâtiments en acier, ce qui est correct du point de vue de la définition actuelle de l'acier, car le fer forgé contient moins de deux pour cent de carbone, mais historiquement inexact car le fer forgé de l'époque en contenait des quantités plus élevées d'éléments d'accompagnement du fer indésirables dans l'acier. Ces bâtiments en fer forgé incluent :
- l'ancien Dombrücke (de),  pont de la cathédrale de Cologne ;
- le Rheinbrücke Waldshut–Koblenz (de),  pont sur le Rhin ;
- le Pont ferroviaire de Griethausen (de) ;
- le Pont Maria Pia et
- le Pont Dom Luís I à Porto ;
- le viaduc de Garabit en France et
- la Tour Eiffel à Paris.

## Entreprise de construction métallique
- Thüringer Stahlbau Erfurt (de)
- Stahlbau Hilgers (de)
- Louis Eilers Stahlbau (de)
- Fried. Krupp Maschinen- und Stahlbau Rheinhausen (de)
- Neptun Werft (de)
- Unger Stahlbau (de)
- Mitsubishi Power Europe GmbH (de)
- Wolf System GmbH (de)
- Stahlbau Lavis (de)

## Liens web
- Deutscher Stahlbauverband DSTV
- Internetportal des Stahl-Zentrums
- Bauforum Stahl
- Industrieverband Feuerverzinken